# هيلين أوف أنجو
هيلين أوف أنجو (1236-8 فبراير 1314) عقيلة ملك المملكة الصربية، وزوجة الملك ستيفان أوروس الأول. أولادها ستيفان دراجوتين وستيفن ميلوتين اللذين أصبحا فيما بعد ملوكاً لصربيا. يتم تذكّرها كونها قامت بالعديد من الأعمال الدينية.

## حياتها

### الأصل
أصلها مازال غير معروفاً بشكل مؤكد حتى الآن، القصة الأكثر شيوعاً أنها وُلدت نحو عام 1236، وتذكر سيرة رئيس الأساقفة الصربي دانيلو الثاني أنها «كانت من عائلة فرنسية وأن العائلة كانت من سلالة ملكية أو إمبراطورية». حيث صرح جون فان أنتويرب فاين جونيور بأنها «من أصل كاثوليكي وفرنسي، وربما من عائلة فالوا». ووفقاً لـشجرة النسب الأوروبية، فقد انحدرت هيلين من فرع لعائلة الإمبراطور البيزنطي، وسلالة آرباد وفي هذه الحالة ربما تكون ابنة لجون أنجيلوس من سرميا وشقيقة لماريا أنجيلينا، زوجة أنسو دي كايو النقيب العام في ألبانيا لشارل الأول ملك نابولي، حيث ذكرها تشارلز الأول كأحد أقربائه في رسالة مؤرخة تعود لعام 1273 وقد تكون حفيدة أخت بالدوين الثاني، إمبراطور اللاتينية.
أصدر شارل الأول من صقلية في عام 1280 وثائق تسمح لماريا أنجيلينا بالسفر من أبوليا إلى صربيا لزيارة «أختها ملكة صربيا». والدا ماريا أنجلينا عُرفا من رخصة زواجها التي أصدرها البابا في عام 1253، لذلك كانت هيلينا مثل أختها ماريا، حفيدة من جهة الأب للإمبراطور البيزنطي إسحاقيوس الثاني من زوجته الثانية مارغيت من المجر.

### عقيلة الملك
تزوجت هيلين من أوروس الأول نحو عام 1245. وأنجبت خلال زواجها من أوروس الأول أربعة أطفال:
- دراجوتين، الملك الصربي 1276-1282.[6]
- ميلوتين، الملك الصربي 1282–1321.
- ستيفان والذي توفي وهو شاب.
- وابنة وحيدة هي برنياتشا.

كانت هيلين ولبعض الوقت حاكمةً لزيتا وترافونيا وبلاف وبويبارجي، وخلال ذلك الوقت تم تقسيم صربيا إلى ثلاثة أجزاء، وكان دراغوتين وميلوتين هما حكام الجزءين الآخرين. وأصبحت هيلين بعد ذلك راهبة في كنيسة القديس نيكولاس في شكودر، وتوفيت هناك في 8 فبراير 1314.
ساهمت هيلين أنجو بشكل كبير في النهوض الثقافي للدولة الصربية في العصور الوسطى، حيث امتلكت أول مكتبة في المحكمة وشجعت على نسخ الكتب في الأديرة، كما أسست أول مدرسة للبنات في العصور الوسطى في صربيا. كان قصر هيلين في كوسوفو الحديثة في بلدة برناك (يطلق عليها أحياناً اسم «برنياتشي»، ولكنه مختلف عن المكان الذي يحمل نفس الاسم في البوسنة والهرسك) على جبل موكرا جورا حيث تقع المدرسة التي أسستها (يجب عدم الخلط بينه وبين قرية موكرا غور).
امتلكت هيلين بخلاف هذا القصر بلدة جيلاي في جبل روجوزنا. وقامت ببناء الأديرة كما فعلت نيمانياتش، وبنت دير شيرج وكنيسة القديس نيكولاس في شكودر حيث توفيت ودير غراداك حيث دُفنت أيضاً، وقامت بإصلاح وإعادة بناء العديد من الكنائس والأديرة المحيطة ببحيرة سكادار التي دمرها الغزو المغولي في عام 1242.

## إرثها
قدّست الكنيسة الكاثوليكية هيلين أنجو، وتحتفل بعيدها في 12 نوفمبر (أو 30 أكتوبر وفقاً للتقويم القديم) من كل عام. قام زوجها بزراعة أشجار الليلك على طول نهر إيبار للترحيب بهيلين أنجو في منزلها الجديد في صربيا، حيث قام بذلك لتذكيرها بمنزلها في بروفانس. تُعرف هذه المنطقة الآن باسم وادي الليلك.